# Czarny Las (powiat leszczyński)
Czarny Las – osada leśna w Polsce położona w województwie wielkopolskim, w powiecie leszczyńskim, w gminie Krzemieniewo.
W latach 1975–1998 miejscowość administracyjnie należała do województwa leszczyńskiego.